# San Simón (El Salvador)
San Simón é um município localizado no departamento de Morazán, em El Salvador.